# Habr obecný

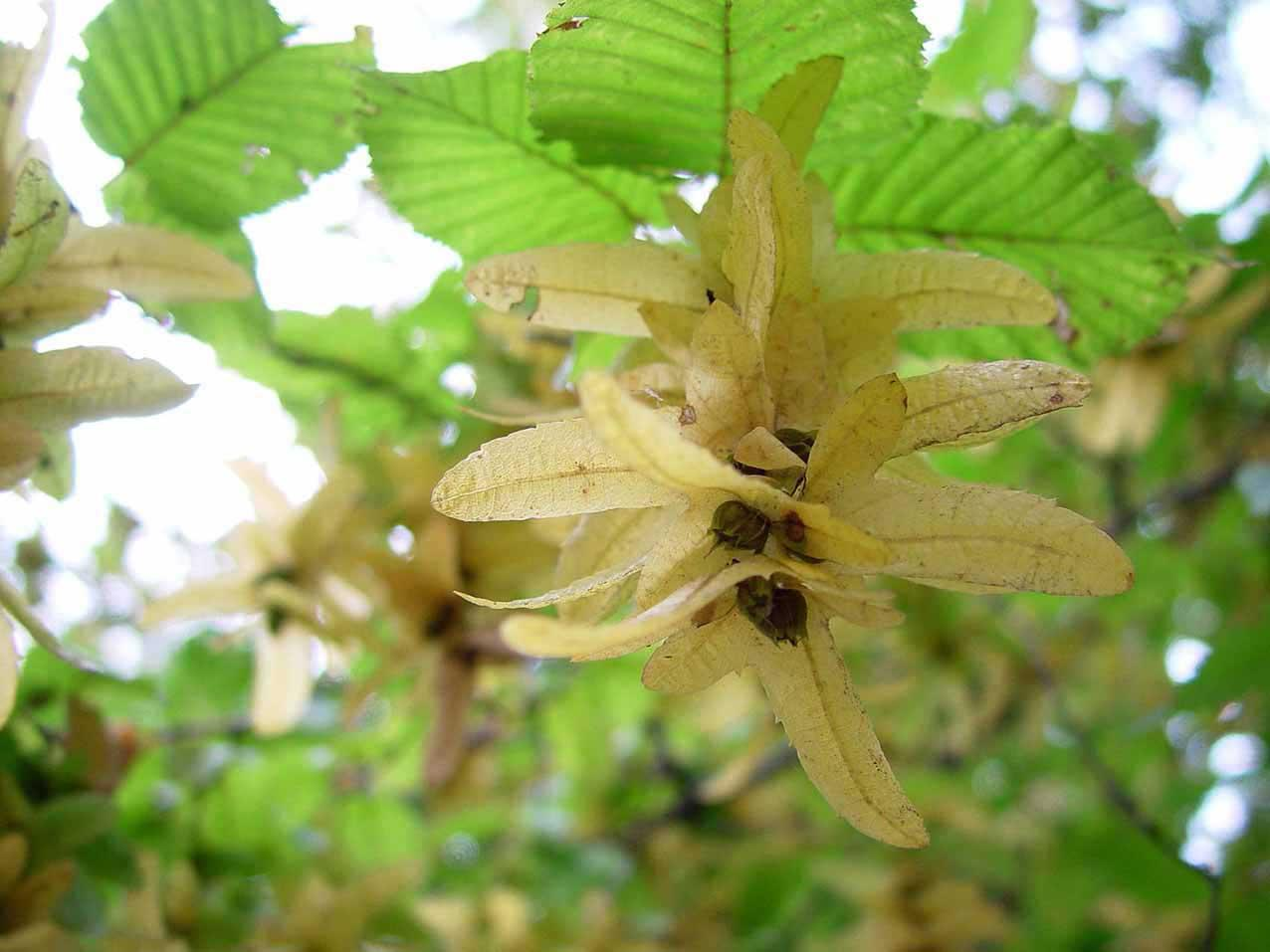
Habr obecný – plody

Habr obecný (Carpinus betulus) je statný, jednodomý listnatý strom dorůstající výšky asi 25 m. Systematicky se dříve řadil buďto do vlastní čeledi habrovitých, nebo, zejména ve starších systémech, do čeledi břízovitých.
S nástupem taxonomického systému APG III byly čeleď habrovitých i řád břízotvarých zrušeny a rod habr byl přeřazen do čeledě břízovitých, umístěné do řádu bukotvarých.
Jeho původní areál zahrnuje Evropu, Kavkaz a Asii od Turecka po Írán. Poskytuje cenné tvrdé dřevo.

## Vzhled
Habr obecný je statný strom s mohutnou, vysoce klenutou, leč někdy poněkud nepravidelnou korunou. Kmen je pokryt šedou hladkou kůrou, větve leskle hnědou.
Listy jsou střídavé, podlouhle vejčité, na vrcholu krátce zašpičatělé, dvojitě ostře pilovité.
Kvete od dubna do května. Květy jsou jednopohlavní: samčí květenství tvoří nicí, 3–5 cm dlouhé jehnědy, svazčité samičí jehnědy s trojlaločnatými listenovými obaly rostou na letorostech. Plodem je oříšek ukrytý v trojlaločnatém listenovém obalu (křídle).
Roste v hájích a smíšených lesích nižších poloh.
Dobře snáší seřezávání, je proto často používán v živých plotech. Jinak je vysazován též pro své kvalitní tvrdé dřevo, vhodné pro výrobu různých nástrojů a mechanických komponent.

## Památné stromy a aleje

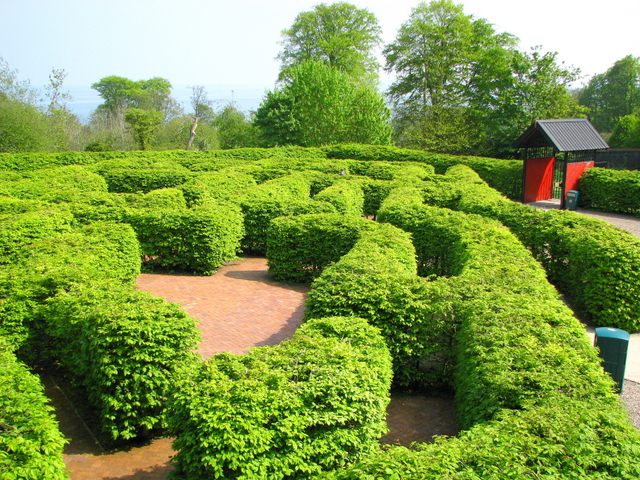
Bludiště z habru v Severním Irsku v Carnfunnock Country Park

- Kilometrovka
- Libáňský habr

## Labyrinty z habru
Vzhledem ke své tvarovatelnosti bývá habr využíván při konstrukci přírodních labyrintů. Do ČR toto téma přišlo ze Spojeného království Velké Británie a Severního Irska, kde má dlouholetou tradici. Jeden ze zajímavých labyrintů z habru, budovaný od roku 2006, se nalézá u památníku Jana Amose Komenského poblíž Tiché Orlice blízko Brandýsa nad Orlicí. Je inspirován dílem Labyrint světa a ráj srdce. Půdorys habrového labyrintu tvoří zjednodušená, azimutálně pojatá kresba zemské koule, kde hlavní poledníky a rovnoběžky jsou rafinovaně přerušované a komplikují tak cestu do středu. Labyrint se čtvercovým půdorysem o rozměrech 35×35 metrů byl návštěvníkům poprvé otevřen v roce 2009.
Další nepřehlédnutelný přírodní labyrint z habru se nalézá na trojmezí Belgie, Holandska a Německa na kopci Vaalserberg.